# Вовк Павло В'ячеславович
Павло Вячеславович Вовк (до одруження — Зонтов; нар. 7 липня 1978, Краматорськ, Донецька область, УРСР) — український правник, колишній суддя, останній голова ліквідованого у грудні 2022 року Окружного адміністративного суду Києва, причетний до масштабної корупції. Кандидат юридичних наук (2009).

## Життєпис
Народився 7 липня 1978 року в місті Краматорську. Батько — В'ячеслав Зонтов — помер, коли Павлові був 1 рік. Мама — Зінаїда Зонтова — працювала на заводі. Брат — Юрій Зонтов.
В 2000 році — закінчив Юридичну академію ім. Ярослава Мудрого за спеціальністю «правознавство».
У 2009 році — захистив кандидатську дисертацію за темою: «Захист прав, свобод та інтересів громадян в адміністративному суді першої інстанції».
Автор наукових праць в сфері адміністративного права та судочинства.

### Кар'єра
2000—2004 роки — слідчий і старший помічник прокурора з питань статистики прокуратури в прокуратурі Шевченківського району Києва.
2005—2006 роки — заступник гендиректора юридичної компанії «Рада».
2006—2007 роки — помічник народного депутата ВРУ V скл. Сергія Ківалова (Партія регіонів).
З 2007 року — суддя Окружного адміністративного суду Києва.
У 2009 році захистив кандидатську дисертацію за темою: «Захист прав, свобод та інтересів громадян в адміністративному суді першої інстанції».
З 16 квітня 2009 року — член Вищої кваліфікаційної комісії суддів за квотою Верховної Ради
З 2010 року — голова Окружного адміністративного суду міста Києва. У вересні 2010 року Вища рада юстиції своїм рішенням призначила П. Вовка на посаду голови ОАСК.
30 березня 2015 року на зборах суддів Окружного адміністративного суду Києва таємним голосуванням Павла Вовка було обрано головою суду.
2017 рік — брав участь у конкурсі в новий Верховний суд, проте отримав негативний висновок щодо своєї доброчесності від комісії.
14 березня 2017 року Автомайдан направив інформаційний запит щодо законності приватизації суддею Євгенієм Абловим службової квартири. У відповідь Вовк погрожував активістам притягнути їх до кримінальної відповідальності.
У липні 2019 року, в приміщенні ОАСК відбувся обшук, а в ЗМІ з'явилось таке поняття, як «плівки Вовка». Сам він, оприлюднену НАБУ інформацію назвав «фейком» та «монтажем», а справу проти нього — політичною.
2 серпня 2019 року ГПУ провели допит Вовка, йому вручили підозру. 1 серпня Вовк склав повноваження голови Окружного адміністративного суду міста Києва. Виконувачем обов'язків голови суду призначено Володимира Келеберду.
1 вересня 2019 року Вища рада правосуддя (ВРП) залишила Вовка на посаді судді ОАСК. Таким чином ВРП відмовила у клопотанні Генпрокуратури про відсторонення Вовка від посади судді.
21 січня 2020 року Вовка знову обрали головою Окружного адмінсуду Києва.
17 липня 2020 року Вовку повідомили про підозру у створенні злочинної організації та захопленні влади. Вовк як Голова Окружного адміністративного суду Києва, разом з іншими суддями ОАСК підозрюються, серед іншого, у прийнятті замовних рішень, а сам Вовк — у захопленні влади в системі судоустрою. При цьому сам Павло заперечував отримання підозри, заявивши, що він у відпустці. Павло заявив, що не має наміру йти з посади після скандалу з плівками, а записи розмов назвав сфальсифікованими.
11 серпня 2020 року, НАБУ оголосило у розшук Вовка та сімох інших фігурантів справи щодо захоплення влади Окружним судом. При цьому сам Вовк продовжував перебувати на робочому місці. Загалом у розшук також були оголошені: Володимир Калеберда, Ігор Качур, Микола Сірош, Ігор Погрібніченко, Олексій Огурцов, Сергій Остапець.
1 вересня 2020 року, ВРП відмовилася відстороняти його від керування Окружним київським судом Києва, пояснивши це тим, що він так і не отримав статус підозрюваного. Клопотання повернули Венедиктовій.
5 жовтня 2020 року НАБУ викликало Вовка на слідчі дії, окрім нього, повістки отримали троє інших суддів ОАСК: Євген Аблов, Ігор Погрібніченко та Володимир Келеберда.
15 березня 2021 року, Вовк знову не з'явився на судове засідання у ВАКС, через що слідчий суддя зупинив провадження до його розшуку.
17 березня 2021 року, ВАКС не продовжив строк досудового розслідування у справі за підозрою Вовка, його заступників Євгена Аблова та Володимира Келеберди, суддів ОАСК, а також інших осіб у створенні злочинної організації.
12 лютого 2024 року Вища кваліфікаційна комісія суддів України визнала Вовка таким, що не підтвердив здатності здійснювати правосуддя у Касаційному адміністративному суді у складі Верховного Суду у зв’язку з його неявкою в засідання без поважних причин. 13 лютого 2024 року ВРП тимчасово відсторонила Вовка від здійснення правосуддя
18 березня 2025 року Вища рада правосуддя звільнила суддю Окружного адміністративного суду Києва Павла Вовка.

## Плівки Вовка
НАБУ опублікувало аудіозаписи, де судді обговорюють позови до Окружного адмінсуду щодо зупинення повноважень членів Вищої кваліфікаційної комісії суддів, зміну складу ВККС, введення до її складу лояльних осіб, кваліфікаційного оцінювання тощо. ГПУ запросила у ВРП тимчасове відсторонення Вовка, Погрібніченка і Шепітка, але отримала відмову. У листопаді 2019 року ГПУ за рішенням Шевченківського суду зупинила розслідування справи Вовка. Прокурорка ГПУ Юлія Малашич заявила, що в жовтні прокурори подали клопотання про продовження терміну попереднього слідства, але судді не змогли вчасно його розглянути.
В 2020 році журналісти «Слідство. Інфо» презентували двосерійний фільм-розслідування «Нарадча кімната» про зв'язки Павла Вовка з чиновниками і топ-посадовцями — міністром внутрішніх справ Арсеном Аваковим, колишнім керівником Офісу президента Зеленського Андрієм Богданом, заступником генерального прокурора Романом Говдою. Розслідування створене на основі плівок НАБУ, які отримали у розпорядження журналісти.
У червні 2021 року, Печерський районний суд міста Києва зобов'язав Офіс генерального прокурора закрити кримінальне провадження про перші плівки з кабінету Вовка, процесуальне керівництво в яких здійснює ОГП.
У листопаді 2024 року на підставі рішення Третьої Дисциплінарної палати ВРП Вовка тимчасово відсторонили від здійснення правосуддя до ухвалення ВРП рішення про звільнення або скасування рішення Дисциплінарної палати.
4 березня 2025 року ВРП залишила в силі рішення Третьої Дисциплінарної палати про звільнення голови Окружного адмінсуду Києва Павла Вовка. Вовк на засідання не прийшов, але надіслав цілу низку клопотань: як відводи членам ВРП, так і про закриття дисциплінарної справи щодо нього.  Доповідач з цього питання, голова ВРП Григорій Усик після тривалого розгляду запропонував залишити в силі рішення Палати ВРП. Цю пропозицію підтримали 9 членів ВРП, двоє (Саліхов і Бурлаков) були проти.

## Справа НАБУ
У декларації за 2016 рік, поданій у березні 2017 року, Павло вказав володіння однією квартирою в Києві. У травні 2017 року НАБУ провело обшук у заміському будинку колишньої дружини Вовка. Цей будинок було внесено до декларації лише за 2017 рік. Після обшуків, львівський суд заарештував частину майна: документи, 20 тис. $, цінні монети, три золоті зливки по 50 грам. У жовтні 2017 року, Апеляційний суд Київської області скасував арешт, пояснивши це тим, що його повинні були накладати в Києві.

## Справа брата, Юрія Зонтова
7 квітня 2021 року, брата Павла Юрія Зонтова було затримано на хабарі суддям Окружного адміністративного суду, яким на цей момент керував Павло Вовк. Одним із затриманих адвокатів був Юрій Зонтов, іншим — Юрій Донець. У нього зі спільником було вилучено більше 4 млн $ у різних валютах готівкою, ГПУ висунула їм підозри у підкупі суддів. Окрім адвокатської діяльності, Зонтов також є заступником начальника управління Служби зовнішньої розвідки України.
У травні 2021 року, Зонтов відмовився здавати відбитки пальців, у липні того ж року, ВАКС дозволив НАБУ примусово взяти відбитки пальців у Зонтова.

## Статки
За 2014 рік задекларував 400 тис. грн, як «дарунки, призи, виграші» і 1 млн грн «доходу від провадження підприємницької та незалежної професійної діяльності» у стовпчику «сума одержаного доходу членів сім'ї».
За 2015 рік задекларовано колекцію картин, ікони, колекцію марок, три елітні годинники (два золоті), автомобіль Acura MDX (2008), 30 тис. $ і 20 тис. євро готівкою.

## Санкції
9 грудня 2022 року Державний департамент США ввів санкції проти Павла Вовка та двох його найближчих його родичів за вимагання хабаря в обмін на втручання в судові та інші публічні процеси.

## Сім'я
У 1999 році одружився зі Світланою Вовк та взяв її прізвище. Розлучився 2015 року, проте за словами голови НАБУ Артема Ситника, розлучення було фіктивним, і Павло з колишньою дружиною продовжували вести спільний побут, проживали в одному будинку та разом перетинали кордон. Є син і донька.
Брат — Зонтов Юрій В'ячеславович, адвокат, заступник начальника управління Служби зовнішньої розвідки України.
Має сина Олександра з народною депутаткою від забороненої проросійської партії ОПЗЖ Антоніни Славицької, сина в деклараціях — приховує, як і майно його матері.